# Ferge József
Ferge József (Pazony, 1830. március 27. – Nagybereg, 1891. június 19.) református lelkész.

## Élete
Nemesi család sarja volt, 1836–1843-ban Sárospatakon tanult; azután több évig nevelő, 1849-ben márokpapi tanító volt, 1850-ben visszament Sárospatakra és jogot, később teológiát tanult. 1852. április 22.-én Nagyberegre ment akadémiai promócióra. 1855. május 1.-jén letette Debrecenben a kápláni vizsgát és Beregen lett káplán, 1858. május 4.-étől Kígyóson rendes lelkész. 1865 márciusától nagyberegi társlelkész apósa, Bereczky József mellett; ennek halála (1869) után rendes lelkész és 1870-ben tanácsbíró.

## Munkái
Kigyós falu községi törvényeit közölte a Vasárnapi Ujságban (1865. 10. sz.). Önéletrajzát és a nagyberegi egyházról irt följegyzését a Protestáns Egyházi és Iskolai Lap (1891. 30. sz.) hozta.